# 엄마와 나
《엄마와 나》(원제: My New Mom & Me)는 멕시코의 글·그림 작가 레나타 갈린도(Renata Galindo)가 2016년 미국 Schwartz & Wade를 통해 펴낸 그림책으로, 한글판은 2018년 3월 불의여우(에이치비 출판사)에서 번역·출간했다(역자: 김보람). 고양이 엄마와 강아지 입양아가 서로를 알아가는 이야기를 통해 현대 사회의 정형화되지 않은 가족의 형태 속에서 가족의 진정한 의미를 다루었다는 평가를 받았다.

## 내용
‘고양이 엄마’와 처음 함께 살게 된 ‘강아지 아이’는 걱정이 많다. 새 집과 내 방은 맘에 들지만, 엄마와 하나도 안 닮은 자신의 모습이 여간 신경이 쓰이는 게 아니다. 그래서 엄마처럼 몸에 줄무늬를 그려넣어 보기도 하지만, 엄마는 그런 아이를 “엄마는 우리가 서로 달라서 정말 좋다”며 다독인다. 이내 아이도 엄마의 말을 이해하고, 다른 점도 많은 두 사람이 서로 맞춰가는 과정에서 ‘우리는 진정한 한가족’임을 느낀다.

## 저자 및 역자
- 레나타 갈린도(Renata Galindo)는 멕시코에서 태어나 영국 케임브리지예술학교에서 아동도서 일러스트레이션을 공부했다. 대표작으로 《엄마와 나》 외에 《체리 도둑》(The Cherry Thief)이 있다. 현재 멕시코시티에 살고 있다.
- 역자 김보람은 신문방송학을 공부하고 언론사와 출판사에서 일했으며, 2020년 현재 유엔교육과학문화기구(UNESCO)에서 발행하는 《유네스코뉴스》의 편집장을 맡고 있다. 다양성과 다문화, 관용과 평등에 관한 책들을 소개하고 우리말로 옮기고 있으며 《스텔라네 가족》,《남자가 울고 싶을 땐》등을 번역했다.

## 수상 및 추천
- 2017 샬롯 졸로토우 어워드(Charlotte Zolotow Award) 추천도서(Highly Commended Title)[3]
- 국가인권위원회 '2018 어린이 인권도서 목록' 등재[4]
- 2019 어린이도서연구회가 뽑은 어린이·청소년 책[5]